# 线路码
线路码（英語：Line code），有时也称传输码。为了便于透過頻道進行数字信号传输，将原始的数据码进行一定的修改就得到了线路码。举例来说，当原始数据中存在长时间连续的1或0时，接收方會很难得知每一位信号的时长，也可能误以为信号传输终结而中断通信。线路码还可增加纠错功能，适应信道的特性。常见的线路码包括AMI码、HDB3码等。
線路碼是以電子方式來表示二進位串流碼的方法，一般會用不歸零（NRZ）或歸零（RZ）這兩種方式來表示。歸零代表表示位元的脈波在位元結束時，會回到0伏特或中間值。不歸零的位元脈波則不會有這樣的行為。
1. 單極不歸零訊號
在單極不歸零線路碼中，符號1代表在符號期間輸出振幅為A的脈波，而符號0表示關掉脈波。這種線路碼也被稱為開-閉信號。單極不歸零訊號的缺點是因為要傳送直流電位，所以會浪費功率。
2. 雙極不歸零訊號
在雙極不歸零訊號中，符號1和0分別傳送振幅為+A與-A的脈波。這種線路碼的優點是容易產生，而且比單極不歸零訊號要更節省功率。
3. 單極歸零訊號
在這種線路碼中，符號1是振幅為A，寬度為半個符號的方波來表示，而符號0則不會傳送任何脈波。這種線路碼的缺點是，與雙極歸零訊號相比，它要多3dB的功率，才能達成相同的符號錯誤率。
4. 雙極歸零訊號
此種線路碼使用三種振幅。相同振幅的正脈波與負脈波，也就是+A與-A，輪流用來表示符號1，並且每個脈波只有半符號寬度。符號0則是不會有脈波出現。這種訊號有一個優點就是，當符號1和0出現的機率相同時，傳輸訊號的功率頻譜中便不會出現直流成分，同時，它的低頻成分也十分微量。這種線路碼也叫做交替符號轉換（alternate mark inversion, AMI）訊號。
5. 分相（曼徹斯特碼 Manchester Code）
在此種線路碼中，符號1是由一個振幅為A的正向脈波，與振幅為-A的負向脈波所表示，正向脈波與負向脈波的寬度都是半符號寬。而在符號0，兩個脈波的極性相反。不論訊號的統計特性表現為何，曼徹斯特碼都能壓抑直流成分，以及較不重要的低頻成分。